# Patty Shepard
Patty Shepard (* 1. Oktober 1945 in Greenville, South Carolina; † 3. Januar 2013 in Madrid) war eine US-amerikanische Schauspielerin.

## Leben
Shepard wurde als Patricia Moran Shepard geboren. Ihr Vater war Offizier in der US Air Force. 1963 kam sie nach Spanien, wo ihr Vater in der US-Militärbasis Torrejón de Ardoz stationiert war. Shepard zog nach Madrid, wo sie ursprünglich Philosophie studieren wollte. Sie arbeitete dann jedoch als Model und war in Werbespots im spanischen Fernsehen zu sehen, unter anderem für eine spanische Brandy-Marke.
1966 gab sie neben Paco Martinez Soria ihr Filmdebüt in der spanischen Filmkomödie La ciudad no es para mí; sie wurde jedoch im Abspann nicht erwähnt. Im Laufe ihrer Karriere wirkte Shepard in ungefähr 50 spanischen und italienischen Spielfilmen mit. Shepard war in Kinofilmen der unterschiedlichsten Genres zu sehen. Schwerpunktmäßig spielte sie jedoch in Italowestern, Horrorfilmen und spanisch-italienischen Giallo.
Shepard spielte in den Euro-Western Es geht um deinen Kopf, Amigo (1966; als Saloon-Girl, neben Anthony Steffen), Dein Leben ist keinen Dollar wert (1970; als Deborah Kellaway, Tochter eines Südstaaten-Offiziers im Sezessionskrieg, neben Dean Reed), El más fabuloso golpe del Far West (1971, als Lupe), in der Italowestern-Komödie Petroleum-Miezen (1971, als Little Rain), Der Mann aus El Paso (1973, als Peg Cullane) und, an der Seite von Lee Van Cleef und Lo Lieh, in In meiner Wut wieg’ ich vier Zentner (1974, als russische Mätresse).
Außerdem war sie in den Horrorfilmen Dracula jagt Frankenstein (1970, als Ilse) und Nacht der Vampire (1970) zu sehen; im letztgenannten Film verkörperte sie die mittelalterliche Hexe und Zauberin Gräfin Wandesa Dárvula de Nadasdy. In dem Thriller Mio caro assassino (1972) verkörperte sie die Lehrerin Paola Rossi. Im Giallo Das Mädchen aus der Via Condotti spielt sie in der Titelsequenz die Frau eines Privatdetektivs, die beim Beischlaf von ihrem Liebhaber gewürgt wird, bis sie tot ist. In der Actionkomödie Zwei wie Pech und Schwefel (1974) war sie neben Terence Hill und Bud Spencer als Seiltänzerin Lisa zu sehen.
Später arbeitete Shepard noch gelegentlich für das Fernsehen. Ende 1980er Jahre zog sie sich von der Filmarbeit zurück.
1967 heiratete sie den spanischen Schauspieler Manuel De Blas, der in einigen Filmen ihr Partner war; sie hatte de Blas bei den Dreharbeiten zu dem Spielfilm Cita en Navarra (1967) kennengelernt. Shepard starb im Alter von 67 Jahren in ihrem Haus in Madrid an einem Herzanfall.
Ihre jüngere Schwester Judith Chapman (geborene Judith Shepard) ist ebenfalls Schauspielerin.

## Filmografie (Auswahl)
- 1966: La ciudad no es para mí
- 1966: Es geht um deinen Kopf, Amigo (Ringo, il volto della vendetta)
- 1967: Lucky M. füllt alle Särge (Lucky, el intrépido)
- 1967: Cita en Navarra
- 1967: El dedo des destino
- 1970: War Time – Angriff im Morgengrauen  (Golpe de mano (Explosión))
- 1970: Dracula jagt Frankenstein (Los monstruos del terror)
- 1970: Dein Leben ist keinen Dollar wert (Veinte pasos para la muerte)
- 1971: Nacht der Vampire (La noche de Walpurgis)
- 1971: Petroleum-Miezen (Les Pétroleuses)
- 1971: El más fabuloso golpe del Far West
- 1972: Mio caro assassino
- 1973: Der Mann aus El Paso (Un hombre llamado Noon)
- 1973: La ragazza di Via Condotti
- 1974: Gefangene der Tiefe (El refugio del miedo)
- 1974: Zwei wie Pech und Schwefel (… altrimenti ci arrabbiamo!)
- 1975: In meiner Wut wieg’ ich vier Zentner (Là dove non batte il sole)
- 1975: El quinto jinete (Fernsehserie, 1 Folge)
- 1977: Curro Jiménez (Fernsehserie, 1 Folge)
- 1986: Banter – Eine geheimnisvolle Affäre (Banter)
- 1987: Ruhe in Frieden (Descanse en piezas)
- 1988: Slugs (Slugs, muerte viscosa)
- 1988: Axolution – Tödliche Begegnung (Al filo del hacha)